# 愚者の石の切除
『愚者の石の切除』（ぐしゃのいしのせつじょ, 蘭: De extractie van de steen der waanzin, 西: La extracción de la piedra de la locura, 英: The Extraction of the Stone of Madness）は、初期フランドル派の巨匠ヒエロニムス・ボスが1494年ごろから1516年ごろに制作した絵画である。油彩。主題は16世紀から17世紀にネーデルラントで流布していた「頭の中に石を持つ」という愚か者を指す諺から取られている。現在はマドリードのプラド美術館に所蔵されている。またアムステルダム国立美術館（スヘルトーヘンボスの北ブラバント美術館に貸与中）、バイユールのブノワ＝ド＝ピュイ美術館ほか数点の複製が知られている。

## 主題
石を患者の頭部から摘出するという主題は、16世紀から17世紀のネーデルラントの絵画や文学に登場している。当時、人の愚かさや狂気は脳にとどまった石(狂気の石、愚者の石)と関連づけられていた。つまり愚かな人は「頭に石が入った」あるいは「石で怪我をした」人と見なされた。これはあくまで隠喩であるが、一部の人々は外科手術によって頭から「愚かな石」を取り除き、自分自身を解放できると考えた。こうした考えは16世紀にはすでにインチキ療法と見なされていた。

## 作品

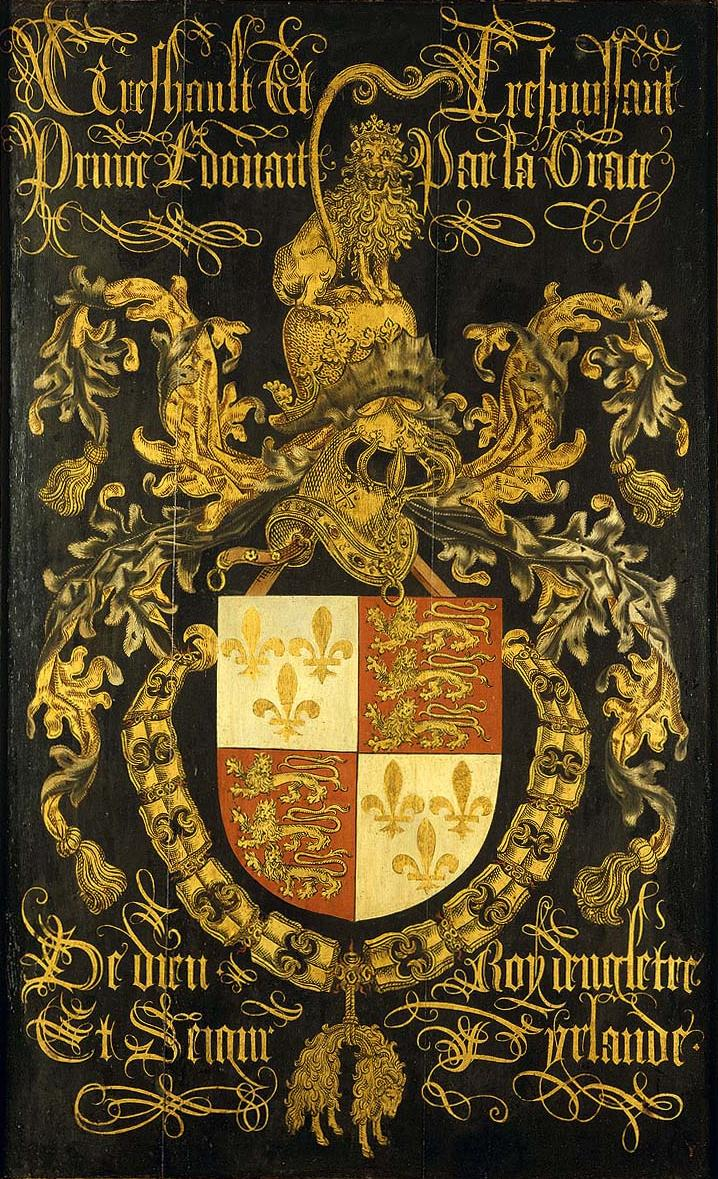
ピエール・クスタンが描いた、金羊毛騎士団の騎士としてのイングランド国王エドワード4世の紋章。1481年ごろ。北ブラバント美術館所蔵。

ボスは本作品で広く流布していた諺を図像として表現している。これはそれまでなかったことであり、さらに画面の図像的要素と言葉を結びつけることで、言葉とイメージの遊びを伴う革新的なコンセプトの作品を作り上げている。
ボスは風景の中で行われる外科手術の様子を描いている。実はペテン師である外科医は、椅子に座った患者を布で縛りつけ、患者の頭部を切開して脳中にあるとされる物体を取り除こうとしている。その物体は石ではなく花の形状をしている。そしてその様子を修道士と修道女が見守っている。患者は恰幅のいい年老いた男性であり、靴を脱いで椅子の下に置いている。また椅子の側面に金貨の入った黒い鞄を掛けている。鞄には短剣が突き刺さっている。外科医はボスの絵画に頻繁に登場するモチーフである漏斗を頭に被り、腰のベルトに茶色の水差しを吊り下げている。漏斗は欺瞞を象徴しており、外科医が学識ある人間ではなくペテン師であることを示している。修道女はテーブルの上に肘をつき、頭上に赤い書物を乗せている。テーブルの上には外科医が患者の頭部から除去したものが置かれているが、そこでもやはり石ではなく花が置かれている。背後の風景は緑が豊かな平野であり、遠方に2つの都市が見える。

### 碑文
これらの光景はトンド状の円の中に描かれており、その外側には黒地の背景に精巧なカリグラフィー装飾が描かれ、画面上部と下部に2つの碑文が記されている。すなわち、
これは鑑賞者を見つめている患者の言葉である。

### カリグラフィー
注目に値する細部の1つは画面の上下の碑文を装飾したカリグラフィーである。美術史家ヨース・コルデヴァイ（Jos Koldeweij）はこれを1481年5月にマクシミリアン1世がスヘルトーヘンボスで開催した金羊毛騎士団の第15回総会のために、騎士団の創設者であるブルゴーニュ公フィリップ3世の宮廷画家ピエール・クスタンが制作した合計36枚の紋章のシリーズと関連づけた。これらの作品によってクスタンは15世紀を通じて、特にブルゴーニュの宮廷で流行したカデレン（cadellen）と呼ばれる文字の周りの太い線と細い線が交差する新しいカリグラフィーをスヘルトーヘンボスに導入した。これらの紋章は聖ヨハネ大聖堂の聖歌隊席の上に、第15回総会を永続的に記念するものとして設置された。コルデヴァイはボスがスヘルトーヘンボスに生まれた著名な市民として聖ヨハネ大聖堂のクスタンの作品を研究し、本作品でそのカリグラフィーを応用したと主張している。
おそらく本作品の発注者はブルゴーニュ公フィリップ3世の私生児の1人であるユトレヒト司教ブルゴーニュのフィリップであり、ボスに騎士団の紋章を想起させる作品を描かせたと考えられている。

## 解釈

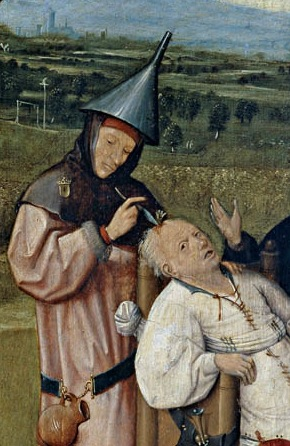
外科手術を受ける患者。

ボスがこの主題から大いにインスピレーションを受けたことは疑いないが、登場人物の頭上に置かれた漏斗や書物、あるいは修道士や修道女が描かれている理由を明確に説明することはできない。外科医がルバートの頭から切除した花は睡蓮、あるいはチューリップと考えられている。後者は16世紀に愚かさという意味があったオランダ語のチューリップに掛けた言葉遊びであると説明されている。
患者から切除される石のモチーフは、一般的に信頼している農民から得られる金銭の象徴として解釈されている。しかし本作品では花として描かれていることから、アリアス・ボーネル（Arias Bonel）などの一部の作家は性的な意味で解釈した。この場合、外科医は患者の狂気を治すのではなく、性的欲求つまり色欲（lust）を除去することで患者を去勢し、そうすることで患者を社会とキリスト教的な道徳の正しい道に戻す。
この考えは患者の名前ルバート・ダスによってさらに示唆されている。一部の著者はこれを去勢されたアナグマと訳している。ダス（das）つまりアナグマは夜行性の動物であり、日中は動かず眠っているため、怠け者と考えられていた。「ルバート」はオランダ文学に頻繁に登場する男性の名前であり、太った怠け者の愚か者を指している。一方でルバートの綴りのバリエーションに  lubben があり、これは去勢を意味する動詞でもある。さらにボロックダガー様の短剣が突き刺さった黒い鞄には官能的な意味があると指摘されている。

## 来歴
絵画は16世紀にユトレヒト司教ブルゴーニュのフィリップの所有する絵画として、ユトレヒトのドゥールステーデ城（現在のユトレヒト州ヴァイク・バイ・ドゥールステーデ）にあったと考えられている。司教の生前と1524年の死後に作成された目録の中で本作品と思われる絵画作品が記録されている。絵画はその数年後の1527年にユトレヒトで売却されたが、その後の行方はよく分かっていない。一方、ルネサンス期のスペインの人文主義者フェリペ・デ・ゲバラは同名の作品を所有しており、1570年にスペイン国王フェリペ2世が所有するところとなっている。この作品は1574年にフェリペ2世がエル・エスコリアル修道院に移管した作品リストではテンペラ画と記録されているため、現在では失われた別の作品と考えられている。現在のプラド美術館のバージョンはアルコ公爵アロンソ・マンリキア・デ・ララ・イ・シルバのコレクションとして彼の邸宅キンタ・デル・ドゥケ・デ・アルコにあり、1745年に公爵の未亡人が邸宅をフェリペ5世と王妃エリザベッタ・ファルネーゼに寄贈したことにより、絵画もまたスペイン王室のコレクションに加わった。1839年にプラド美術館に収蔵された。

## 影響
本作品はかなりの成功を収めたらしく、ボス以降に制作された5点の複製が知られている。うち1点はアムステルダム国立美術館（北ブラバント美術館に貸与中）、もう1点はブノワ＝ド＝ピュイ美術館に所蔵されている。アムステルダム国立美術館のバージョンは以前はボスの作品と考えられていたが、1927年にマックス・ヤコブ・フリードレンダーによってマルセルス・コファーマンスに帰属されている。

## ギャラリー

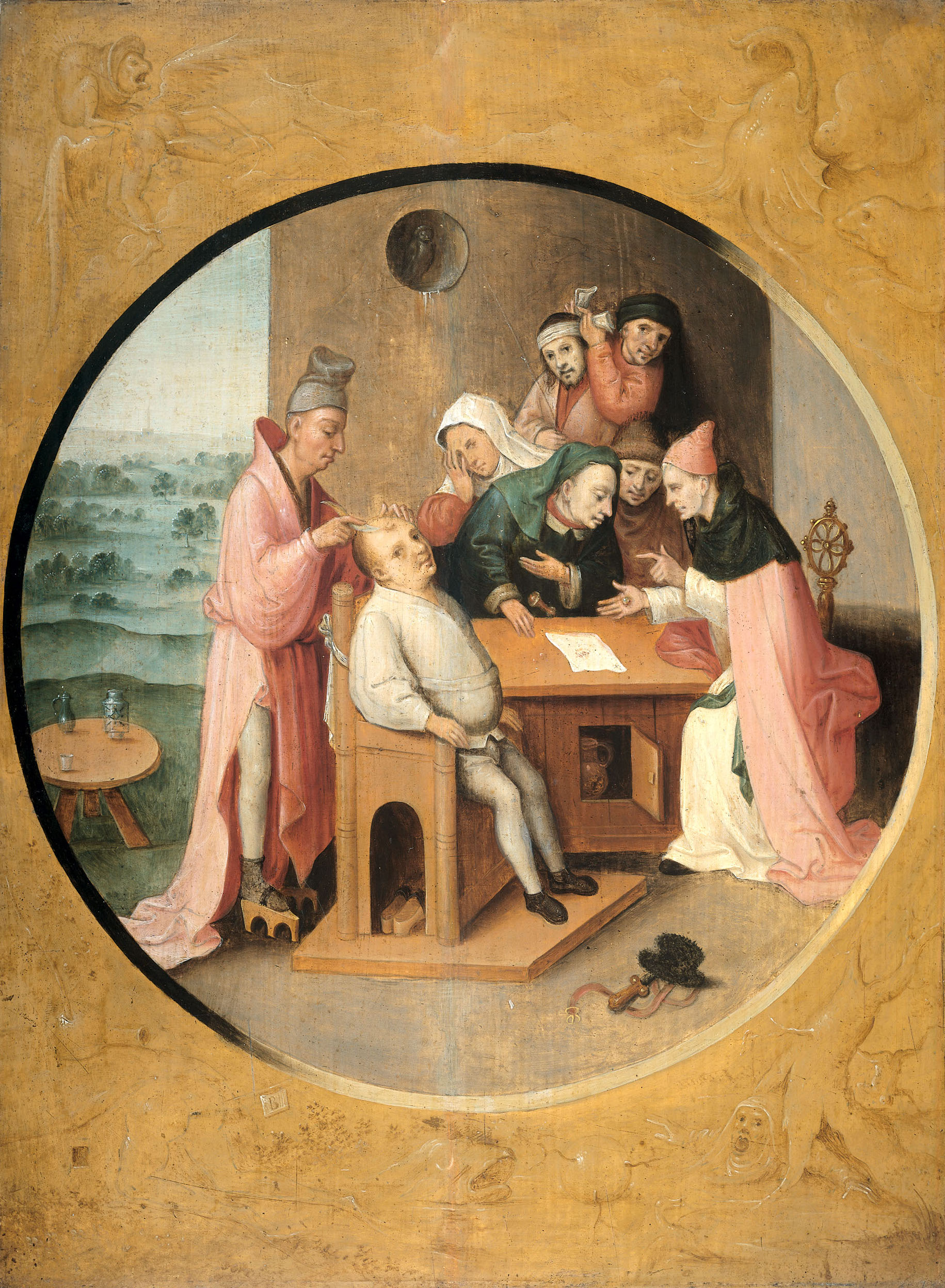
1552年-1600年ごろ 北ブラバント美術館（英語版）所蔵
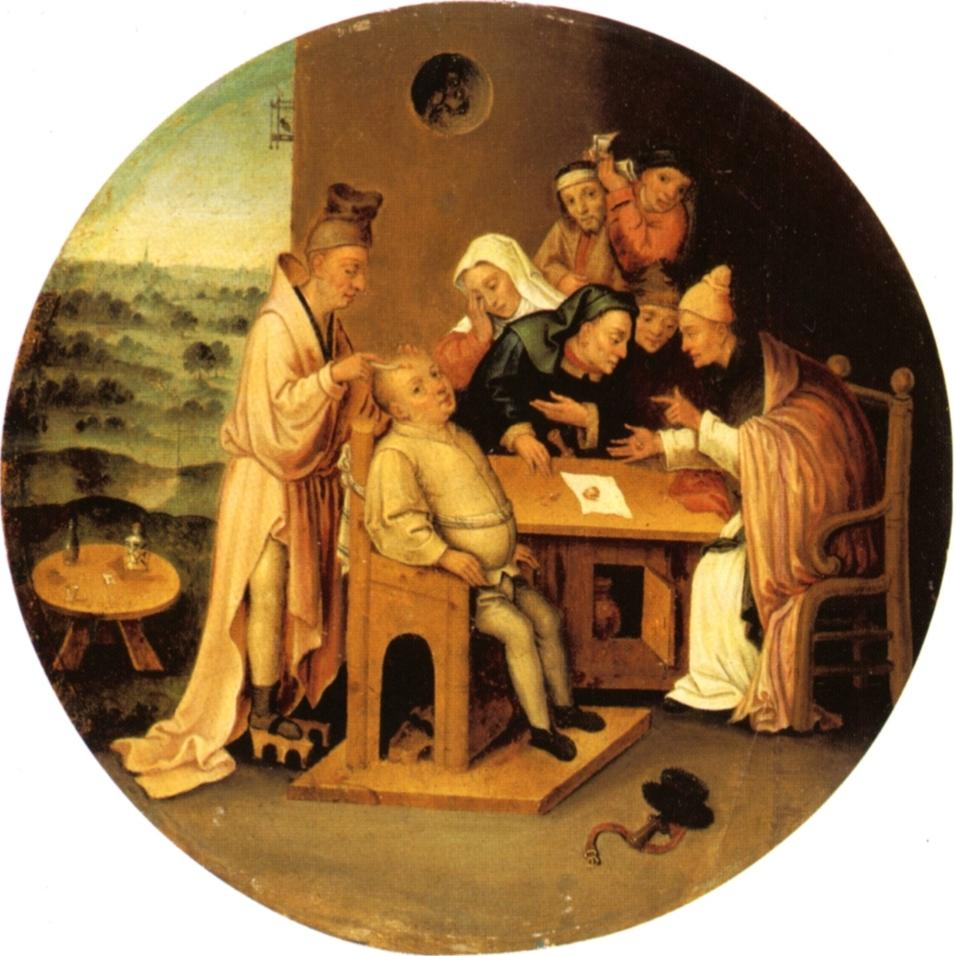
1550年ごろ ブノワ＝ド＝ピュイ美術館（フランス語版）所蔵